# Lützelbach (Schwarzenau)
Der Lützelbach im Rothaargebirge ist ein ca. 2,6 km langer, orographisch rechter Zufluss der Schwarzenau im Kreis Siegen-Wittgenstein in Nordrhein-Westfalen.

## Verlauf
Der Lützelbach entspringt etwa 950 m nördlich des Lützelkopfes auf 684 m. ü. NHN. Der Bach fließt zunächst durch dichten Nadelwald in südwestliche Richtung, wobei der obere Bereich im Sommer oft trocken fällt. Nach ca. 700 m durchquert der Lützelbach eine bewirtschaftete Wiese bevor er wieder in ein Waldstück einfließt. Nach 2,6 km mündet der Bach in einer Talwiese schließlich rechtsseitig in die Schwarzenau ein. 

## Natur und Umwelt

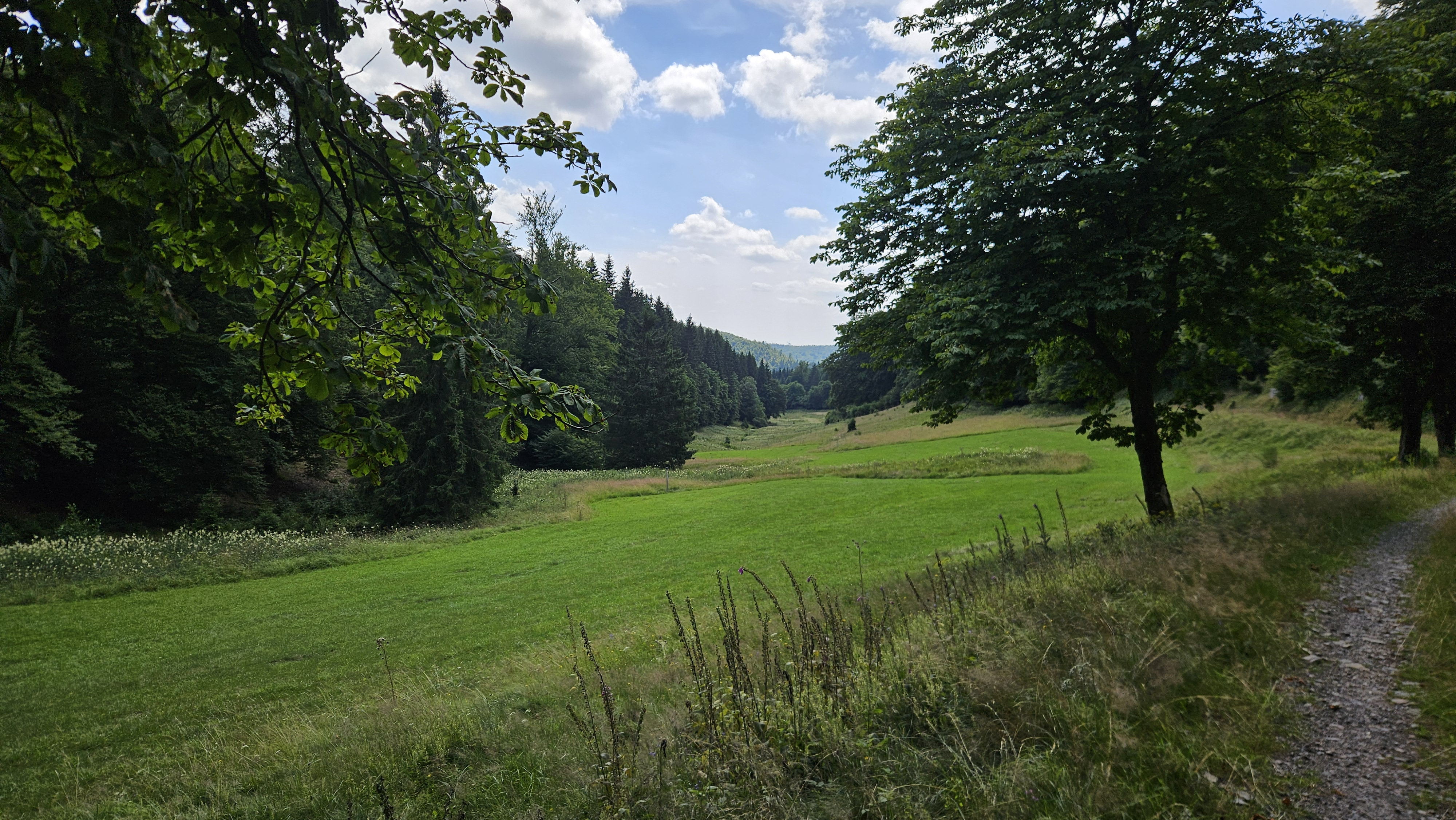
Wiese im Lützelbachtal

Im gesamten Verlauf liegt der Lützelbach im 991 ha großen Naturschutzgebiet Bergland Wittgenstein (SI-089), das aus drei Teilflächen besteht und im Jahr 2004 unter der Schlüsselnummer SI-089 unter Naturschutz gestellt wurde. Das Naturschutzgebiet erstreckt sich nordöstlich der Kernstadt Bad Berleburg und südwestlich von Züschen, einem Stadtteil von Winterberg im Hochsauerlandkreis.